# Joaquín Pérez Martín-Parapar
Joaquín Pérez Martín-Parapar († 1941) va ser un ferroviari i militar espanyol.

## Biografia
Ferroviari de professió, després de l'esclat de la Guerra civil es va unir a les milícies republicanes. Va arribar a afiliar-se al PCE. Al desembre de 1936 va ser nomenat comandant de l'acabada de crear 66a Brigada Mixta. Al capdavant d'aquesta unitat participaria en la batalla del Jarama, i més endavant en forts combats en la zona d'Esplegares (Guadalajara). Segons Carlos Engel, també hauria arribat a manar la 56a Brigada Mixta, unitat de reserva de l'Exèrcit d'Extremadura. En la primavera de 1938 va ser nomenat comandant de la 63a Brigada Mixta, actuant al front de Llevant i al front d'Extremadura; la unitat va sostenir durs combats en tots dos fronts.
Capturat pels franquistes al final de la contesa, seria afusellat a Guadalajara al començament de 1941.